# Epidendrum erectifolium
Epidendrum erectifolium es una especie de orquídea epífita  del género Epidendrum. 

## Descripción
Es una orquídea  de tamaño medio o pequeño, que prefiere el clima cálido. Tiene un hábito  epifita con   tallos en forma de cañas, cilíndricos, ligeramente flexibles y completamente envuelto por vainas, lleva 3 a 8 hojas, erectas, sub-coriáceas a suculentas, angostamente elíptico-lanceoladas, desigualmente bilobuladas apicalmente, unidas en la base y articuladas a las vainas. Florece en el invierno hasta la primavera en una inflorescencia terminal, sub umbelada, con 9 a 11 flores, simultáneas, fragantes y resupinadas.

## Distribución y hábitat
Se encuentra en el estado de Chiapas de México, en la meseta central en elevaciones de 1000 a 1600 metros.

## Taxonomía
Epidendrum erectifolium fue descrita por Hágsater & L.Sánchez   y publicado en Icones Orchidacearum 2: pl. 131. 1993.
Etimología
Ver: Epidendrum
erectifolium: epíteto latino que significa "con hojas erectas".